# Bulusan-Volcano-Nationalpark
Der Bulusan-Vulkan-Nationalpark liegt auf der zur Insel Luzon gehörenden Halbinsel Bicol in der Provinz Sorsogon, ca. 250 km südöstlich von Manila und er wurde 1935 ursprünglich als Nationalpark eingerichtet. Am 27. November 2000 wurde der Nationalpark lt. der Proklamation 421 einer Neubewertung, gemäß den Richtlinien des National Integrated Protected Areas Systems, unterzogen. Seitdem wird er offiziell als Mount Bulusan Natural Park ausgewiesen.

## Nationalpark
Der Nationalpark umfasst ein Gebiet von 3.673 Hektar. Der namensgebende Vulkan Bulusan erreicht eine Höhe von 1.565 Meter; er wird als aktiver Vulkan beschrieben.
Es gibt drei Hauptgipfel im Nationalpark: den aktiven Vulkan Bulusan, der durch viele tiefe Schluchten und Höhlen charakterisiert ist, den Sharp Peak, der eine Höhe von 1215 Meter erreicht und den Mt. Jormahan.
Das Zentrum der Bergmassives bildet ein Gebiet, das auch die „Schweiz des Orients“ genannt wird und zwei Seen umfasst, den abflusslosen Aguingay-See, der im Sommer austrocknet, und der Bulusan-See.
Die Region um den Nationalpark liegt innerhalb des Taifungürtels der Philippinen; es muss daher zwischen September und November mit teilweise auch schweren Stürmen gerechnet werden.

## Flora & Fauna
Die Flora und Fauna des Nationalparks ist vielfältig: an den Hängen der Berge existieren ausgedehnte Wälder und in den Niederungen der Täler auch ausgedehnte Grasflächen. Im Nationalpark sind die dort endemischen Farnarten Prenephrium bulusantum und Schefflera bulusanicum sowie eine endemische Orchideenart der Gattung Phagus und die Wachsblume Hoya davidcummingii beheimatet.
An großen Säugetieren ist im Nationalpark auch der Philippinenhirsch beheimatet, der jedoch in den letzten Jahren seltener wird.
An Vögeln mangelt es im Nationalpark ebenfalls nicht, so können die Philippinenente (Anas luzonica), der Affenadler (Spizaetus philippensis), die Flaumfußtauben (Ptilinopus marchei) und der Streifenuhu (Bubo philippensis) beobachtet werden.